# Angraecum dives
Angraecum dives är en orkidéart som beskrevs av Robert Allen Rolfe. Angraecum dives ingår i släktet Angraecum och familjen orkidéer. Inga underarter finns listade i Catalogue of Life.